# Ichigo Takano
Ichigo Takano (japanisch 高野 苺 Takano Ichigo; * 11. Januar 1986 in Nagano) ist eine japanische Mangaka. Ihre erfolgreichste Serie ist das romantische Drama Orange, das in viele Sprachen übersetzt und verfilmt wurde. 

## Werdegang und Werk
Das erste von Takano veröffentlichte Buch war 2004 die Kurzgeschichtensammlung Ōkami Shōnen. Die darin gesammelten sechs Erzählungen erschienen zuvor im Shōjo-Magazin Bessatsu Margaret und deren Ableger. 2006 erschien mit Shooting Star ihre erste kurze Serie, eine Liebesgeschichte über eine Schülerin mit Leidenschaft für Gesang. 2007 startete dann mit Dreamin’ Sun eine längere Serie. Sie erzählt von einem Mädchen, dass sich nach der erneuten Heirat ihres Vaters in ihrer Familie nicht mehr wohl fühlt und darüber mehr Zeit mit einem Jungen verbringt, den sie zufällig kennengelernt hat. Der Manga wurde in mehrere Sprachen übersetzt, darunter ab 2017 beim Carlsen Verlag ins Deutsche.
Takanos bisher erfolgreichste Serie war das von 2012 bis 2022 in Japan erschienene Orange, das ab 2016 ebenfalls bei Carlsen in deutscher Übersetzung erschien. In Japan erhielt der Manga eine Umsetzung als Film, als Anime-Fernsehserie sowie eine Nebengeschichte. 2016 verkauften sich alle Bände der Serie zusammen über 1,6 Millionen Mal, damit stand die Serie auf Platz 15 der erfolgreichsten Mangas in Japan. Einzelne Bände verkauften sich bis zu 270.000 Mal in den ersten Wochen nach Veröffentlichung. Die Geschichte dreht sich um eine Schülerin, die durch Briefe von ihrem zukünftigen Selbst über ihre Zukunft erfährt. Sie versucht damit, diese Zukunft zu verändern, die auch einen Mitschüler betrifft, in den sie sich verliebt hat.

## Bibliografie (Auswahl)
- Ōkami Shōnen (オオカミ少年, 2004, 1 Band, Kurzgeschichtensammlung)
- Itoshi Kingyo (愛し金魚, 2006, 1 Band, Kurzgeschichtensammlung)
- Shooting Star (2006, 1 Band)
- Bambi no Tegami (バンビの手紙, 2006–2007, 1 Band)
- Dreamin’ Sun (夢みる太陽 Yume Miru Taiyō, 2007–2011, 10 Bände)
- Orange (2012–2022, 7 Bände)
- Orange: Mirai (オレンジ -未来-, 2017, 2 Bände)
- Kimi ni nare – Finde dich selbst (君になれ Kimi ni nare, 2018, 1 Band)